# Józef Schmied
Józef Piotr Schmied (ur. 12 marca 1896 w Przemyślu, zm. 22 września 1939 pod Łomiankami) – major żandarmerii Wojska Polskiego.

## Życiorys
Urodził się 12 marca 1896 w Przemyślu. W 1914 wstąpił do Legionu Wschodniego. Następnie został wcielony do cesarskiej i królewskiej armii. Mianowany podporucznikiem rezerwy piechoty ze starszeństwem z dniem 1 lutego 1918. Pełnił wówczas służbę w c. i k. 98 pułku piechoty.
Od 1919 pełnił służbę w żandarmerii. 25 listopada 1920 został zatwierdzony z dniem 1 kwietnia 1920 w stopniu porucznika, w piechocie, w grupie oficerów byłej armii austriacko-węgierskiej. 1 czerwca 1921 pełnił służbę w 6 dywizjonie żandarmerii polowej etapowej, a jego oddziałem macierzystym był 7 Dywizjon Żandarmerii Wojskowej. W 6 Dywizjonie Żandarmerii Polowej Etapowej stał na czele 6 szwadronu. 21 czerwca 1921 został przeniesiony z korpusu oficerów piechoty do korpusu oficerów żandarmerii z pozostawieniem w 6 dywizjonie żandarmerii wojskowej (sic!).
3 maja 1922 został zweryfikowany w stopniu porucznika ze starszeństwem z 1 czerwca 1919 i 13. lokatą w korpusie oficerów żandarmerii, a jego oddziałem macierzystym był 7 dywizjon żandarmerii w Poznaniu. W 1923 pełnił funkcję oficera śledczego 7 dywizjonu żandarmerii. 31 marca 1924 został mianowany kapitanem ze starszeństwem z dniem 1 lipca 1923 i 11. lokatą w korpusie oficerów żandarmerii. W 1926 był dowódcą plutonu żandarmerii Poznań. Zajmował się między innymi wyjaśnieniem okoliczności samobójstwa generała dywizji Kazimierza Sosnkowskiego.
W marcu 1932 został przeniesiony do 8 dywizjonu żandarmerii w Toruniu na stanowisko kwatermistrza. 27 czerwca 1935 został mianowany majorem ze starszeństwem z dniem 1 stycznia 1935 i 2. lokatą w korpusie oficerów żandarmerii. W 1937 został dowódcą tego dywizjonu. W czasie kampanii wrześniowej 1939 był dowódcą żandarmerii Armii „Pomorze”. Poległ 22 września 1939 w bitwie pod Łomiankami. Pochowany na cmentarzu w Kiełpinie Poduchownym.

## Ordery i odznaczenia
- Złoty Krzyż Zasługi[19]
- Srebrny Krzyż Zasługi – 10 listopada 1928[23][19]
- Krzyż Wojskowy Karola[3]